# Jenny
Jenny ist ein weiblicher Vorname sowie ein Schweizer Familienname.
Ursprünglich handelt es sich bei Jenny um eine englische Koseform von Jane (von Johanna); heute wird dieser Name aber vor allem mit Jennifer assoziiert.

## Varianten
- Jen
- Jenni
- Jennie
- Jenna
- Janne

## Aussprache
Es existieren mehrere mögliche Aussprachen des Namens Jenny:
- dt. [ˈjɛni] wie bei Jenny von Westphalen
- engl. [ˈd͡ʒɛni] oder [ˈd͡ʒɪni] wie bei Jenny McCarthy
- frz. [ʒɛˈni]
- dän. [ˈjɛny] oder [ˈjɛni]

## Namenstag
- 31. Mai (Johannes)

## Namensträger

### Vorname
- Jenny Abel (* 1942), deutsche Violinistin
- Jenny Abraham (* 1983), US-amerikanische Biathletin und Skilangläuferin sowie Biathlon- und Skilanglauftrainerin
- Jenny Addams (1909–1990), belgische Florettfechterin
- Jenny Adler (* 1983), deutsche Biathletin
- Jenny Agutter (* 1952), britische Schauspielerin
- Jenny Alcorn (1959–2025), australische Triathletin und Marathonläuferin
- Jenny Alexandersson (* 1976), schwedische Journalistin und Hofberichterstatterin
- Jenny Alm (* 1989), schwedische Handballspielerin
- Jenny Aloni (1917–1993), deutsch-israelische Schriftstellerin
- Jenny Alpha (1910–2010), französische Schauspielerin und Sängerin
- Jenny Apolant (1874–1925), deutsche Frauenrechtlerin
- Jenny Armstrong (* 1970), neuseeländisch-australische Seglerin
- Jenny Asch (1832–1907), deutsche Malerin, Philanthropin und Fröbelpädagogin
- Jenny B (* 1972), italienische Pop- und Jazzsängerin
- Jenny Bach (* 1987), deutsche Theater- und Fernsehschauspielerin
- Jenny Bae (* 1980), südkoreanische Violinistin
- Jenny Wanda Barkmann (1922–1946), deutsche KZ-Aufseherin
- Jenny von Bary-Doussin (1874–1922), deutsche Bildhauerin
- Jenny Beavan (* 1950), britische Kostümbildnerin
- Jenny Beck (* 1974), US-amerikanische Schauspielerin
- Jenny Beeck (1885–1968), deutsche Politikerin
- Jenny Behrend (* 1996), deutsche Handballspielerin
- Jenny Berggren (* 1972), schwedische Sängerin und Mezzo-Sopranistin
- Jenny Bindon (* 1973), amerikanisch-neuseeländische Fußballspielerin
- Jenny Bitzer (* 1994), deutsche Fußballspielerin
- Jenny Blicher-Clausen (1865–1907), dänische Schriftstellerin
- Jenny Blum (1810–1874), Ehefrau von Politiker, Verleger, Publizist und Freiheitskämpfer Robert Blum
- Jenny Blundell (* 1994), australische Langstreckenläuferin
- Jenny Böken (1989–2008), deutsche Offiziersanwärterin
- Jenny Bornholdt (* 1960), neuseeländische Dichterin
- Jenny Bossard-Biow, vermutlich erste Frau in Deutschland, die das Handwerk der Fotografie erlernte
- Jenny Boyd (Psychologin) (* 1947), britische Psychologin und früheres Model
- Jenny Boyd (Schauspielerin) (* 1991), britisch-amerikanische Schauspielerin
- Jenny Broch, österreichische Opernsängerin (Sopran) und Theaterschauspielerin
- Jenny Brockmann (* 1976), deutsche Künstlerin
- Jenny Brumme (* 1958), deutsche Romanistin, Sprach- und Literaturwissenschaftlerin
- Jenny Burckhardt (1849–1935), Schweizer Malerin
- Jenny Bürde-Ney (1824–1886), deutsche Opernsängerin (Sopran)
- Jenny Byrne (* 1967), australische Tennisspielerin
- Jenny Canales (* 1947), chilenische Künstlerin, Galeristin und Lyrikerin
- Jenny Carlson (* 1995), schwedische Handballspielerin
- Jenny Clève (1930–2023), französische Schauspielerin
- Jenny Cohen (1905–1976), deutsche Zahnärztin
- Jenny Dalenoord (1918–2013), niederländische Malerin
- Jenny Danielsson (* 1994), finnische Fußballspielerin
- Jenny Day (* 1985), englische Badmintonspielerin
- Jenny Deimling (* 1972), deutsche Schauspielerin
- Jenny Eakin Delony (1866–1949), US-amerikanische Malerin und Pädagogin
- Jenny Dolly (1892–1941), US-amerikanische Sängerin, Tänzerin und Schauspielerin
- Jenny Door, österreichische Theaterschauspielerin und Sängerin
- Jenny Downham (* 1964), britische Schriftstellerin
- Jenny Dreifuß (1893–1940), deutsche Gymnasialprofessorin
- Jenny von Droste zu Hülshoff (1795–1859), Schwester der Annette von Droste-Hülshoff
- Jenny Duncalf (* 1982), englische Squashspielerin
- Jenny Dürst (* 1999), Schweizer Tennisspielerin
- Jenny Eckhardt (1816–1850), Schweizer Porträt- und Stilllebenmalerin der Düsseldorfer Schule
- Jenny Eidolf (* 1971), schwedische Freestyle-Skierin
- Jenny Elbe (* 1990), deutsche Dreispringerin
- Jenny Elvers (* 1972), deutsche Schauspielerin, Reality-Show-Darstellerin, Autorin und Moderatorin
- Jenny Enning (1810–1880), Schweizer Wohltäterin
- Jenny Enodd (* 1996), norwegische Biathletin
- Jenny Erpenbeck (* 1967), deutsche Regisseurin und Schriftstellerin
- Jenny Evans (* 1954), britische Jazz-Sängerin
- Jenny Fikentscher (1869–1959), deutsche Malerin und Grafikerin
- Jenny Fischer (Sängerin) (1862–1941), österreichische Sängerin (Sopran)
- Jenny Fleischer-Alt (1863–1942), deutsch-ungarische Opernsängerin (Sopran)
- Jenny Frankhauser (* 1992), deutsche Reality-TV-Teilnehmerin und Sängerin
- Jenny Fransson (* 1987), schwedische Ringerin
- Jenny Friedrich-Freksa (* 1974), deutsche Journalistin und Autorin
- Jenny Frost (* 1978), britische Pop-Sängerin, Tänzerin, Fernsehmoderatorin und Model
- Jenny Gago (* 1953), US-amerikanische Schauspielerin peruanischer Abstammung
- Jenny Gal (* 1969), niederländisch-italienische Judoka
- Jenny Gaugigl (* 1996), deutsche Fußballspielerin
- Jenny Gill (Ökologin) (Jennifer Agnes Gill; * 1968), britische Ornithologin und Ökologin
- Jenny Gilruth, schottische Politikerin
- Jenny P. Glusker (* 1931), britische Biochemikerin und Kristallographin
- Jenny Grimminger (1895–1943), Opfer des nationalsozialistischen Regimes, erste Ehefrau von Eugen Grimminger
- Jenny Gröllmann (1947–2006), deutsche Schauspielerin und Hörspielsprecherin
- Jenny Gronen (1845–1910), deutsche Porträt- und Landschaftsmalerin
- Jenny Gropp (* 1979), US-amerikanische Poetin und Autorin
- Jenny Groß († 1904), österreichische Schauspielerin
- Jenny von Gustedt (1811–1890), deutsche Schriftstellerin
- Jenny Haack (* 1971), deutsche Tänzerin und Künstlerin
- Jenny Haase, deutsche Romanistin
- Jenny Synnøve Hagemoen (* 1993), norwegische Skispringerin
- Jenny Hanley (* 1947), britische Schauspielerin
- Jenny Hansson (* 1980), schwedische Skiläuferin
- Jenny Harrison (* 1949), US-amerikanische Mathematikerin
- Jenny Hasselquist (1894–1978), schwedische Tänzerin und Schauspielerin
- Jenny Heinemann (* 1988), deutsche Volleyball- und Beachvolleyball-Spielerin
- Jenny Herz, österreichische Eiskunstläuferin
- Jenny Heymann (1890–1996), deutsche Pädagogin
- Jenny Hill, britische Fernseh-Journalistin
- Jenny Hirsch (1829–1902), deutsche Frauenrechtlerin
- Jenny Hjohlman (* 1990), schwedische Fußballspielerin
- Jenny Hoch (* 1976), deutsche Kulturjournalistin
- Jenny Holzer (* 1950), US-amerikanische Konzeptkünstlerin
- Jenny Humbert-Droz (1892–2000), Schweizer Politikerin und Frauenrechtlerin
- Jenny Hval (* 1980), norwegische Sängerin, Komponistin, Liedtexterin und Autorin
- Jenny Jaeger (1909–1986), russische Jongleuse
- Jenny Jägerfeld (* 1974), schwedische Schriftstellerin
- Jenny Johansson (* 1977), schwedische Orientierungsläuferin
- Jenny Jones (* 1980), britische Snowboarderin
- Jenny Jones, Baroness Jones of Moulsecoomb (* 1949), britische Politikerin
- Jenny Johnson Jordan (* 1973), US-amerikanische Beachvolleyballspielerin
- Jenny Jugo (1904–2001), österreichische Schauspielerin
- Jenny Jürgens (* 1967), deutsche Schauspielerin österreichischer Herkunft
- Jenny Kallur (* 1981), schwedische Leichtathletin
- Jenny Karl (* 1978), deutsche Judoka
- Jenny Karlsson (* 1975), schwedische Badmintonspielerin
- Jenny Karolius (* 1986), deutsche Handballspielerin
- Jenny Kirlin (* 1980), US-amerikanische Schauspielerin
- Jenny Kittstein (* 1980), deutsche Freestyle-Skierin
- Jenny Klinge (* 1975), norwegische Politikerin
- Jenny König (* 1986), deutsche Schauspielerin
- Friedel Jenny Konitzer (1915–2013), deutsche Malerin und Grafikerin
- Jenny Koralek (1934–2017), britische Schriftstellerin von Kinder- und Jugendbüchern
- Jenny Kropp (* 1979), US-amerikanische Volleyball- und Beachvolleyballspielerin
- Jenny Langner (* 1988), deutsche Schauspielerin
- Jenny Lattermann (1929–1993), österreichische Schauspielerin
- Jenny Lewis (* 1976), US-amerikanische Schauspielerin und Singer-Songwriterin
- Jenny Liese (1889–1971), österreichische Operettensängerin und Schauspielerin
- Jenny Lin (* 1973), amerikanische Pianistin
- Jenny Lind (1820–1887), schwedische Sängerin
- Jenny Lindbäck (* 1987), schwedische Biathletin
- Jenny Lindqvist (* 1978), schwedische Eishockeyspielerin
- Jenny Löffler (* 1989), deutsche Schauspielerin und Synchronsprecherin
- Jenny Longuet (1844–1883), Tochter von Jenny und Karl Marx
- Jenny Lutzer (1816–1877), österreichische Opernsängerin (Sopran)
- Jenny Maakal (1913–2002), südafrikanische Schwimmerin
- Jenny Macklin (* 1953), australische Politikerin
- Jenny Marba (1869–1942), deutsche Theater- und Filmschauspielerin
- Jenny Marra (* 1977), schottische Politikerin
- Jenny Marx (1814–1881), deutsche Sozialistin und Ehefrau von Karl Marx
- Jenny Matern (1904–1960), deutsche Politikerin (SPD, KPD, SED, DFD), MdV
- Jenny McCarthy (* 1972), US-amerikanisches Model, Moderatorin und Schauspielerin
- Jenny Meadows (* 1981), britische Mittelstreckenläuferin
- Jenny Meldrum (* 1943), kanadische Hürdenläuferin und Fünfkämpferin
- Jenny Mensing (* 1986), deutsche Schwimmerin
- Jenny Meyer (1834–1894), deutsche Sängerin (Alt/Mezzosopran) und Musikpädagogin
- Jenny Maria Meyer (* 1985), deutsche Schauspielerin und Synchronsprecherin
- Jenny Mollen (* 1979), US-amerikanische Schauspielerin
- Jenny Montigny (1875–1937), belgische Malerin
- Jenny Moore (* 1995), englische Badmintonspielerin
- Jenny Morris (* 1972), australische Hockeyspielerin
- Jenny Mucchi-Wiegmann (1895–1969), deutsche Bildhauerin
- Jenny-Marie Muck (* 1979), deutsche Schauspielerin
- Jenny Nimmo (* 1944), britische Schriftstellerin
- Jenny Nordberg (* 1972), schwedische Journalistin und Autorin
- Jenny Nowak (* 2002), deutsche Nordische Kombiniererin
- Jenny-Mai Nuyen (* 1988), deutsche Schriftstellerin
- Jenny Nyström (* 1994), finnische Badmintonspielerin
- Jenny Rahel Oesterle-El Nabbout (* 1978), deutsche Historikerin
- Jenny Offill (* 1968), US-amerikanische Schriftstellerin
- Jenny Ohlsson (* 1975), schwedische Diplomatin und Staatssekretärin
- Jenny Olsson (1979–2012), schwedische Skilangläuferin
- Jenny Oropeza (1957–2010), US-amerikanische Politikerin
- Jenny Owens (* 1978), australische Skisportlerin
- Jenny O’Hara (* 1942), US-amerikanische Schauspielerin
- Jenny Palacios-Stillo (* 1960), honduranische Skilangläuferin
- Jenny Palmqvist (* 1969), schwedische Fußballschiedsrichterin
- Jenny Perathoner (* 1990), italienische Skispringerin
- Jenny Perret (* 1991), Schweizer Curlerin
- Jenny Petra (1934–2011), deutsche Schlagersängerin
- Jenny Pham (* 1992), deutsche Laiendarstellerin
- Jenny Pippal (1946–2010), österreichische Fernsehansagerin und Moderatorin
- Jenny Pohlner (1868–1952), österreichische Sängerin
- Jenny Posch (* 1988), österreichische Fernseh- und Radiomoderatorin
- Jenny von Rahden († 1921), deutsche Kunstreiterin, Schriftstellerin und Sängerin
- Jenny Randerson, Baroness Randerson (1948–2025), walisisches liberaldemokratisches Mitglied des House of Lords
- Jenny Rasche (* 1983), deutsche Sozialarbeiterin
- Jenny Rauch (1880–1904), deutsche Theaterschauspielerin
- Jenny Rautionaho (* 1996), finnische Skispringerin
- Jenny Richardson (* 2004), britische Schauspielerin
- Jenny Rissveds (* 1994), schwedische Radrennfahrerin
- Jenny Ritzhaupt, deutsche Schriftstellerin
- Jenny Rogneby (* 1974), schwedische Schriftstellerin, ehemalige Polizei-Ermittlerin und Popsängerin mit äthiopischen Wurzeln
- Jenny Rose (* 1964), neuseeländische Triathletin
- Jenny Rosemeyer (* 1974), deutsche bildende Künstlerin
- Jenny Rossander (1837–1887), schwedische Lehrerin und Frauenrechtlerin
- Jenny Ruiz (* 1983), mexikanisch-US-amerikanische Fußballspielerin
- Jenny Salesa (* 1968), neuseeländische Politikerin
- Jenny Saville (* 1970), englische Malerin
- Jenny Schaffer-Bernstein (1888–1943), österreichische Theaterschauspielerin
- Jenny Scheinman (* 1979), US-amerikanische Jazz-Violinistin
- Jenny Schily (* 1967), deutsche Schauspielerin
- Jenny Schmidgall-Potter (* 1979), US-amerikanische Eishockeyspielerin
- Jenny Schneider (1924–2004), Schweizer Kunsthistorikerin, Autorin und Museumsdirektorin
- Jenny Schon (* 1942), deutsche Autorin, Herausgeberin und Stadtführerin
- Jenny Schulz (* 1983), deutsche Triathletin
- Jenny Schweminski (1859–1937), deutsche Kunstmalerin
- Jenny Scobel (* 1955), US-amerikanische Künstlerin
- Jenny Seagrove (* 1957), britische Schauspielerin
- Jenny Shimizu (* 1967), japanisch-US-amerikanisches Fotomodell
- Jenny Shipley (* 1952), neuseeländische Politikerin
- Jenny Shircore, Maskenbildnerin
- Jenny Simpson (* 1986), US-amerikanische Mittelstrecken- und Hindernisläuferin
- Jenny Skavlan (* 1986), norwegische Schauspielerin, Moderatorin und Autorin
- Jenny Slate (* 1982), US-amerikanische Schauspielerin, Stand-up-Komikerin, Synchronsprecherin und Drehbuchautorin
- Jenny Smart (* 1943), britische Sprinterin
- Jenny Solin (* 1996), schwedische Skilangläuferin
- Jenny Staley Hoad (1934–2024), australische Tennisspielerin
- Jenny Stead, südafrikanische Schauspielerin
- Jenny Strauss Clay (* 1942), US-amerikanische Klassische Philologin und emeritierte Hochschullehrerin
- Jenny Stucke (1897–1944), türkische Person; erste Studentin und Ausländerin an der Universität zu Köln
- Jenny Symon (* 1953), australische Speerwerferin und Hochspringerin
- Jenny Tamás (* 1990), deutsche Eishockeyspielerin
- Jenny Thomann-Koller (1866–1949), Schweizer Frauen- und Kinderärztin
- Jenny Thompson (* 1973), US-amerikanische Schwimmerin
- Jenny Tomasin (1938–2012), englische Schauspielerin
- Jenny Tonge (* 1941), britische Politikerin (Liberaldemokraten), Mitglied des House of Commons, Mitglied des House of Lords
- Jenny Tranfield (* 1975), englische Squashspielerin
- Jenny Tseng (* 1953), chinesische Sängerin, Moderatorin, Modedesignerin und Schauspielerin
- Jenny Uglow (* 1947), britische Biografin und Historikerin
- Jenny Unger (* 1983), deutsche Basketballspielerin
- Jenny Valentine (* 1970), britische Kinder- und Jugendbuchautorin
- Jenny von Voigts (1749–1814), deutsche Schriftstellerin
- Jenny Wade (* 1980), US-amerikanische Schauspielerin
- Jenny Wagner (Psychologin), deutsche Psychologin
- Jenny Wagner (Physikerin) (Jennifer Wagner; * 1984), deutsche Physikerin und Kosmologin
- Jenny Wälder (1898–1989), austroamerikanische Psychoanalytikerin
- Jenny Wallwork (* 1987), englische Badmintonspielerin
- Jenny Weggen (* 1982), deutsche Politikerin (GAL), MdHB
- Jenny Weleminsky (1882–1957), österreichische Übersetzerin und Esperantistin
- Jenny Wilson (* 1975), schwedische Popmusikerin
- Jenny Winkler (* 1979), deutsche Schauspielerin
- Jenny Wolf (* 1979), deutsche Eisschnellläuferin
- Jenny Owen Youngs (* 1981), US-amerikanische Sängerin und Songwriterin
- Jenny Zink-Maishof (1849–1904), österreichische Landwirtin, Schauspielerin und Schriftstellerin

### Familienname
- Adolf Jenny (1851–1941), Schweizer Unternehmer
- Albert Jenny (1912–1992), Schweizer Komponist und Kirchenmusiker
- Amalia Henrietta Mercier-Jenny (1885–1952), Schweizer Frauenrechtlerin
- Arnold Jenny (1831–1881), Schweizer Maler
- Beat Rudolf Jenny (1926–2025), Schweizer Historiker und Lehrer
- Bruno Jenny (* 1959), Schweizer Projektmanager und Fachautor
- Caspar Jenny (Politiker) (1812–1860), Schweizer Politiker
- Caspar Jenny (Dichter) (* 1971), Schweizer Dichter und Kunstmaler
- Charles Jenny (1897–nach 1932), Schweizer Bobfahrer
- Christian Jott Jenny (* 1978), Schweizer Sänger, Entertainer und Gemeindepräsident
- Daniel Jenny (Unternehmer, 1751) (1751–1834), Schweizer Unternehmer
- Daniel Jenny (Unternehmer, 1789) (1789–1860), Schweizer Unternehmer
- Egmont Jenny (1924–2010), Südtiroler Arzt, Politiker und Publizist
- Elmar Jenny (192608), österreichischer Flugrettungspionier und Höhenmediziner
- Ernst Jenny (1874–1959), Schweizer Lokalhistoriker
- Ernst Jenny (Bibliothekar) (Ernst Heinrich Jenny; 1876–1940), Schweizer Lehrer, Alpinist, Schriftsteller und Bibliothekar
- Franz Jenny (1895–1977), Schweizer Rechtswissenschaftler
- Friedrich Jenny (1882–1964), Schweizer Mundartschriftsteller
- Fritz Jenny-Dürst (1856–1923), Schweizer Ingenieur
- Gabriel Jenny (Politiker) (1810–1891), deutscher Politiker, Mitglied der Frankfurter Nationalversammlung
- Gabriel Jenny, eigentlicher Name von Gee-Jay (* 1974), Schweizer Moderator
- Grete Jenny (1930–2015), österreichische Sprinterin und Hürdenläuferin
- Hans Jenny (Zeichenlehrer) (1866–1944), Schweizer Maler und Zeichenlehrer
- Hans Jenny (Kunsthistoriker) (1894–1942), Schweizer Kunsthistoriker
- Hans Jenny (Bodenkundler) (1899–1992), schweizerisch-US-amerikanischer Bodenkundler
- Hans Jenny (Mediziner) (1904–1972), Schweizer Arzt und Naturforscher
- Hans Jenny (Politiker) (* 1970), Schweizer Politiker (FDP), Mitglied des Glarner Landrates
- Hans Jenny-Dürst (1886–1961), Schweizer Bauingenieur und Hochschullehrer
- Hans A. Jenny (1931–2022), Schweizer Publizist und Sachbuchautor
- Hans Robert Jenny (1912–1996), Schweizer Wirtschaftsjournalist und Immobilienunternehmer
- Heinrich Jenny (Maler) (1824–1891), Schweizer Zeichner und Porträtmaler
- Heinrich Jenny (Politiker) (1861–1937), Schweizer Politiker, Regierungsrat Glarus 1909–1915, Nationalrat
- Heinrich Jenny (Politiker, 1876) (1876–1935), Schweizer Politiker, Regierungsrat Glarus 1923–1934
- Heinrich Jenny-Fehr (1884–1962), Schweizer Autor und Gründer der Glarner Lichtspiele AG
- Heinrich Ernst Jenny (1876–1940), Schweizer Lehrer, Stadtbibliothekar und Publizist
- Henri-Martin Félix Jenny (1904–1982), französischer Bischof
- Hitsch Jenny (1927–2022), Schweizer Schwyzerörgelispieler
- Jakob Jenny (1845–1911), Schweizer Chemiker
- Jean Jenny (?–1954), Schweizer Schwimmer
- Jean-François Jenny-Clark (1944–1998), französischer Kontrabassist
- Johann Jenny (1857–1937), Schweizer Politiker
- Josias Jenny (1920–1989), Schweizer Ländlermusiker und Komponist
- Karl Jenny (1819–1893), österreichischer Maschinenbauer und Hochschullehrer
- Kaspar Jenny (1812–1860; auch Kaspar Jenni), Schweizer Politiker, Landammann Glarus, Tagsatzungsgesandter
- Kurt Jenny (1931–2004), Schweizer Politiker (FDP)
- Ladina Jenny (* 1993), Schweizer Snowboarderin
- Luzi Jenny (1925–2015), Schweizer Mundartautor, Lehrer und Landwirt
- Markus Jenny (1924–2001), Schweizer Theologe und Kirchenmusiker
- Mathias Jenny (1865–1939), österreichischer Politiker (CS) und Landwirt
- Matthyas Jenny (1945–2021), Schweizer Schriftsteller und Verleger
- Pascal Jenny (Handballspieler) (* 1974), Schweizer Handballspieler und Tourismusmanager
- Pascal Jenny (Fussballspieler) (* 1978), Schweizer Fußballspieler
- Peter Jenny (Politiker, 1800) (1800–1874), Schweizer Politiker und Industrieller
- Peter Jenny (Politiker, 1824) (1824–1879), Schweizer Politiker
- Peter Jenny (Bergsteiger), Bergsteiger (siehe Sportjahr 1866)
- Peter Jenny (Architekt) (* 1942), Schweizer Hochschullehrer für Gestalten und Autor
- Rudolf Jenny (1901–1975), ungarischer Fußballspieler und -trainer
- Samuel Jenny (1837–1901), österreichischer Unternehmer und Archäologe
- This Jenny (1952–2014), Schweizer Politiker (SVP)
- Tina Keller Jenny (1887–1985), Schweizer Ärztin und Psychotherapeutin
- Urs Jenny (1938–2025), Schweizer Journalist und Dramaturg
- Wilhelm von Jenny (General) (1891–1961), österreichischer Generalmajor der Deutschen Luftwaffe
- Wilhelm Jenny (Turner) (1832–1887), Schweizer Turner und Turnpädagoge
- Wilhelm Jenny (Kunsthistoriker) (Wilhelm Albert von Jenny; 1896–1960), österreichischer Kunsthistoriker, Prähistoriker und Museumsleiter
- Wilhelm Jenny (Pfarrer) (1897–1971), Schweizer reformierter Pfarrer und Autor
- Zoë Jenny (* 1974), Schweizer Schriftstellerin

## Sonstiges
- Frau Jenny Treibel, Titel eines Romans von Theodor Fontane
- Jenny Cavalleri, die weibliche Hauptfigur in Love Story
- Jenny Fields, die Mutter Garps in Garp und wie er die Welt sah
- das Mordopfer Jenny Fortuyn in Die schwarzen Vögel
- Seeräuber-Jenny, ein Lied aus Die Dreigroschenoper
- Jenny-Schloss, spätklassizistischer Bau in Thalwil, Schweiz